# Jorge Capapey Larrosa
Jorge Capapey Larrosa   (Belchite, 1945) és un ex-pilot de motocròs aragonès que destacà en competicions estatals durant la dècada de 1970, arribant a guanyar 3 Campionats d'Espanya de motocròs.
Nascut a l'Aragó, a dotze anys es traslladà amb la seva família a Cunit, on els seus pares havien aconseguit feina de masovers de la finca particular de Francesc Xavier Bultó, la famosa masia de Sant Antoni. Criat doncs entre motos i pilots des de ben petit (compartí jocs d'infantesa amb Ignasi Bultó, amb qui practicava el fora d'asfalt en bicicleta), aviat se sentí atret per les competicions. Lògicament, atenyent on residia, Capapey estigué lligat durant tota la seva vida esportiva a Bultaco, tot i que la primera motocicleta que conduí, a 14 anys, fou la Mobylette del seu germà gran (una setmana més tard ja s'atreví amb una Bultaco amb sidecar).
Disputà la seva primera cursa a 19 anys, concretament una de "debutants" en 125 cc inclosa al programa del Gran Premi d'Espanya de 1964, celebrat al Circuit de Santa Rosa de Santa Coloma de Gramenet. Una de les seves actuacions internacionals més destacades fou al Gran Premi d'Espanya de 1972, en un molt enfangat Circuit del Vallès, on realitzà una segona mànega molt meritòria i estigué a punt de ser un dels pocs pilots que aconseguiren acabar-la, però a una volta del final es quedà sense benzina i no va poder ser.
Actualment, Capapey regenta un taller de reparació de motocicletes a Vilanova i la Geltrú, així com un concessionari d'Honda que ha batejat amb el seu sobrenom, Jortin. El gener del 2023, la Federació Catalana de Motociclisme li concedí el premi Legends en reconeixement de la seva trajectòria motociclista.

## Palmarès al Campionat d'Espanya
| Any          | Motocicleta  | 500 cc | 250 cc | 125 cc |
| ------------ | ------------ | ------ | ------ | ------ |
| 1971         | Bultaco      | -      | 1r     | -      |
| 1972         | Bultaco      | -      | ?      | 2n     |
| 1973         | Bultaco      | -      | 1r     | ?      |
| 1974         | Bultaco      | -      | 2n     | -      |
| 1975         | Bultaco      | -      | 1r     | -      |
| 1976         | Bultaco      | 7è     | 9è     | -      |
| 1977         | Bultaco      | -      | 16è    | -      |
| Total títols | Total títols | 0      | 3      | 0      |